# Prom-asaurus
«Prom-asaurus» es el decimonoveno episodio de la tercera temporada de la serie de televisión estadounidense Glee, y el sexagésimo tercero de su cómputo general. Escrito por Ryan Murphy y dirigido por Eric Stoltz el episodio salió al aire el 8 de mayo de 2012 en los Estados Unidos.

## Producción
El episodio fue dirigido por Eric Stoltz y escrito por Ryan Murphy. Este se comenzó a filmar el 27 de marzo de 2012, mientras el episodio anterior, «Choke», aún se estaba filmando, y se finalizó el 5 de abril de 2012. Las escenas del baile de graduación se grabaron un día antes que terminar la filmación.
Las estrellas invitadas incluye a los miembros del club Sam Evans (Chord Overstreet), Rory Flanagan (Damian McGinty) y Joe Hart (Samuel Larsen), Principal Figgins (Iqbal Theba), la animadora Becky Jackson (Lauren Potter) y el jugador de fútbol y exnovio de Mercedes, Shane Tinsley (LaMarcus Tinker). Helen Mirren hizo su segunda aparición de voz sin ser acreditada como la voz interna de Becky Jackson.
Cinco canciones del episodio se lanzaron como sencillos para descarga digital, «Love You like a Love Song» de Selena Gomez & the Scene, interpretada por Rivera, «Big Girls Don't Cry» de Fergie, interpretada por Michele, Colfer y Criss, «What Makes You Beautiful» de One Direction, por Larsen, McGinty, Overstreet, Kevin McHale y Harry Shum Jr., «Take My Breath Away» de Berlin cantada por Agron y Rivera; y «Dinosaur» de Kesha, interpretada por Morris.